# René Bittencourt
René Bittencourt Costa (Paquetá, 23 de dezembro de 1907 — Rio de Janeiro, 21 de novembro de 1979) foi um compositor, jornalista e empresário artístico brasileiro.
Foi membro da Sociedade Brasileira de Autores, Compositores e Escritores de Música (SBACEM), atuando no conselho deliberativo e também nas suas comissões de finanças e repertório.

## Músicas
- Alma negra
- Brasil de amanhã (com Francisco Alves)
- Brigas (com Hélio Rosa)
- Canção da criança (com Francisco Alves)
- Canção dos velhinhos
- Canção prá mamãe (com Paulo Tito)
- Contraste (com Francisco Alves)
- Dia da mamãe (com Raul Sampaio)
- Duas Marias
- Embolada do esquecimento
- Era uma vez
- Espera Maria (com Custódio Mesquita)
- Estrela Dalva
- Eu acuso (com Francisco Alves)
- Felicidade, (com Noel Rosa)
- Garoto da rua
- Maria da Glória
- Meu branco (com Peterpan)
- Minha prece (com Luís Bittencourt)
- Missão de amor
- Mulheres falsas (com Luís Bittencourt)
- Não custa você voltar
- Não há mulheres iguais
- Nasceu Jesus
- Nono mandamento (com Raul Sampaio)
- O pranto da chuva (com Raul Sampaio)
- Ofensa (com Raul Sampaio)
- Oração a paz
- Orgulho
- Porque te persigo
- Posso falar de saudade
- Pra fazê economia
- Prece de amor
- Quem quiser ver, vá lá (com Peterpan)
- Romance da ceguinha
- Rua não é moradia (com Carlos Nobre)
- Santas da terra (com Raul Sampaio)
- Se eu não disser (com Luís Bittencourt)
- Senhor da floresta
- Sertaneja
- Sinhá Maria
- Só (com Paulo Tito)
- Tapete de flor (com José Gonçalves)
- Testamento de caboclo (com Raul Sampaio)
- Um amigo e uma mulher (com Francisco Alves)